# Дамакава
Дамакава (Damakawa) — мёртвый бенуэ-конголезский язык, на котором раньше говорил народ дамакава, проживающий в трёх или четырёх деревнях, из которых Кило является центральной, РМУ Сакаба штата Кебби на северо-западе Нигерии. Население перешло на язык лела, а также использует язык хауса.

## Другие названия
Соседний народ, говорящий на чипу (чичипу), язык дамакава называет «тидамаун». В торговом языке хауса ожидаемым названием для языка будет дамаканчи, учитывая, что народ называет себя как дамакава, хотя предпочитают для себя название дамакава.